# Аррунт Тарквіній Коллатін
Аррунт Тарквіній Коллатін (лат. Arruns Tarquinius Collatinus; до 631 — після 585 до н. е.), також відомий як Егер — римський аристократ з роду Тарквініїв, племінник царя Тарквінія Древнього.
Син Аррунта, онук Демарата Коринфского. Народився після смерті батька та діда, тому не отримав ніякої спадщини. Через це отримав прізвисько «Егерій» (від лат. Egere — потребувати). 
Після взяття військами Тарквінія Древнього міста Коллація був поставлений на чолі розміщеного там гарнізону та призначений довічним необмеженим правителем .
Командував союзним латинським військом у війні Тарквінія з етрусками та був розгромлений під Фіденами , потім очолював етруських союзників Риму в битві з сабінами в 585 до н. е. 
Отримав прізвисько «Коллатійський», яке передав своїм нащадкам. Квінт Фабій Піктор вважає його батьком Луція Тарквінія Коллатіна, консула 509 до н. е. й одного із засновників Римської республіки. Цю думку поділяє Лівій, але Діонісій Галікарнаський вважає, що Луцій був онуком Егерія, так як це логічніше з хронологічної точки зору. Згідно з розрахунками Діонісія, Тарквіній Гордий повинен бути не сином, а онуком Тарквінія Древнього, а Луцій Тарквіній Коллатін, згідно Фабію і іншим анналістам, був ровесником синів останнього римського царя .